# Carie rouge du sapin
La carie rouge du sapin est une maladie fongique touchant essentiellement les conifères et plus particulièrement les épicéas au Canada et qui est due à une espèce de champignons appelée Stereum sanguinolentum de la famille des Stereaceae.